# Hypoestes comosa
Hypoestes comosa är en akantusväxtart som beskrevs av Raymond Benoist. Hypoestes comosa ingår i släktet Hypoestes och familjen akantusväxter. Inga underarter finns listade i Catalogue of Life.